# Primera divisió espanyola de futbol 2007-2008
La temporada 2007/08 de la Primera Divisió espanyola de futbol va començar el 25 d'agost de 2007 i va acabar diumenge 18 de maig de 2008 a causa de l'Eurocopa organitzada a Àustria i Suïssa a partir del 7 de juny de 2008. Durant l'estiu de 2007 i l'hivern del 2008, equips com el Reial Madrid, el Valencia CF, Sevilla FC i FC Barcelona, es reforcen per a la pròxima campanya. De la mateixa forma, durant l'estiu els equips juguen partits i torneigs de pretemporada per preparar-se per a la campanya.
El torneig està organitzat per la Lliga de Futbol Professional (LFP).
El 4 de maig de 2008 es proclama campió de la lliga el Reial Madrid Club de Futbol, després de guanyar al Osasuna en el Reyno de Navarra per 1-2 amb gols de Patxi Punyal de penal i d'Arjen Robben i Gonzalo Higuaín. Descendeixen a 2a Divisió el Levante, Reial Múrcia CF i el Reial Saragossa. En la jornada 36, el Vila-real CF es proclamava subcampió de Lliga en guanyar per 0-2 al Real Club Recreativo de Huelva a l'estadi Nuevo Colombino. El Sevilla confirma el seu lloc a la Copa de la UEFA guanyant al Real Betis Balompié en l'Estadi Manuel Ruiz de Lopera per 2 gols a 0. El Racing de Santander queda sisè al certifica el seu lloc europeu per primera vegada en la seva història després de guanyar-li a l'Osasuna per 1 gol a 0.

## Sistema de competició
Com en edicions anteriors, prenen part vint clubs de tota la geografia espanyola. Enquadrats en un grup únic, s'enfronten tots contra tots en dues ocasions -una en camp propi i una altra en camp contrari- durant un total de 38 jornades. L'ordre dels partits es decideix per sorteig abans de començar la competició. La Reial Federació Espanyola de Futbol és la responsable de designar els àrbitres de cada encontre.
El guanyador d'un partit obté tres punts, el perdedor no suma punts, i en cas d'un empat hi ha un punt per a cada equip. Al terme del campionat, l'equip que acumula més punts es proclama campió de la lliga espanyola i es classifica per a la Lliga de Campions de la UEFA, junt amb el segon classificat. El tercer i el quart podran participar en l'esmentada competició sempre que passin una ronda prèvia d'aquesta competició (si no la superen jugaran la Copa de la UEFA). El cinquè i el sisè classificat tenen de dret a jugar la Copa de la UEFA la temporada següent.
Els tres últims equips descendeixen a la Lliga Adelante. D'aquesta ascendiran recíprocament els tres primers classificats, per reemplaçar els equips que descendeixin.

## Clubs participants
| Equip                            | Ciutat     | Estadi                 |
| -------------------------------- | ---------- | ---------------------- |
| Unión Deportiva Almería          | Almería    | Juegos Mediterráneos   |
| Athletic Club                    | Bilbao     | San Mamés              |
| Club Atlético de Madrid          | Madrid     | Vicente Calderón       |
| Futbol Club Barcelona            | Barcelona  | Camp Nou               |
| Real Betis Balompié              | Sevilla    | Ruiz de Lopera         |
| Real Club Deportivo de La Coruña | La Corunya | Riazor                 |
| Reial Club Deportiu Espanyol     | Barcelona  | Lluís Companys         |
| Getafe Club de Fútbol            | Getafe     | Coliseum Alfonso Pérez |
| Reial Club Deportiu Mallorca     | Palma      | ONO Estadi             |
| Real Murcia Club de Fútbol       | Múrcia     | Nueva Condomina        |
| Llevant Unió Esportiva           | València   | Ciutat de València     |
| Club Atlético Osasuna            | Pamplona   | Reyno de Navarra       |
| Real Racing Club de Santander    | Santander  | El Sardinero           |
| Reial Madrid Club de Futbol      | Madrid     | Santiago Bernabéu      |
| Real Club Recreativo de Huelva   | Huelva     | Nuevo Colombino        |
| Sevilla Fútbol Club              | Sevilla    | Ramón Sánchez Pizjuán  |
| Valencia Club de Fútbol          | València   | Mestalla               |
| Real Valladolid Club de Fútbol   | Valladolid | José Zorrilla          |
| Vila-real Club de Futbol         | Vila-real  | El Madrigal            |
| Reial Saragossa                  | Saragossa  | La Romareda            |

## Classificació
|                   |                                    |     | TOTAL | TOTAL | TOTAL | TOTAL | TOTAL | TOTAL | CASA | CASA | CASA | CASA | CASA | FORA | FORA | FORA | FORA | FORA |
|                   |                                    | Pts | PJ    | G     | E     | P     | GF    | GC    | G    | E    | P    | GF   | GC   | G    | E    | P    | GF   | GC   |
| ----------------- | ---------------------------------- | --- | ----- | ----- | ----- | ----- | ----- | ----- | ---- | ---- | ---- | ---- | ---- | ---- | ---- | ---- | ---- | ---- |
| Lliga de Campions | 1 Reial Madrid Club de Futbol      | 85  | 38    | 27    | 4     | 7     | 84    | 36    | 17   | 0    | 2    | 53   | 18   | 10   | 4    | 5    | 31   | 18   |
| Lliga de Campions | 2 Vila-real Club de Futbol         | 77  | 38    | 24    | 5     | 9     | 63    | 40    | 12   | 5    | 2    | 33   | 15   | 12   | 0    | 7    | 30   | 25   |
| Lliga de Campions | 3 Futbol Club Barcelona            | 67  | 38    | 19    | 10    | 9     | 75    | 43    | 14   | 2    | 3    | 46   | 12   | 5    | 8    | 6    | 29   | 31   |
| Lliga de Campions | 4 Club Atlético de Madrid          | 64  | 38    | 19    | 7     | 12    | 66    | 47    | 12   | 2    | 5    | 45   | 26   | 7    | 5    | 7    | 21   | 21   |
| Copa de la UEFA   | 5 Sevilla Fútbol Club              | 64  | 38    | 20    | 4     | 14    | 75    | 49    | 13   | 1    | 5    | 46   | 20   | 7    | 3    | 9    | 29   | 29   |
| Copa de la UEFA   | 6 Real Racing Club de Santander    | 60  | 38    | 17    | 9     | 12    | 42    | 41    | 11   | 3    | 5    | 24   | 18   | 6    | 6    | 7    | 18   | 23   |
|                   | 7 Reial Club Deportiu Mallorca     | 59  | 38    | 15    | 14    | 9     | 69    | 54    | 9    | 6    | 4    | 35   | 22   | 6    | 8    | 5    | 34   | 32   |
|                   | 8 Unión Deportiva Almería          | 52  | 38    | 14    | 10    | 14    | 42    | 45    | 9    | 5    | 5    | 18   | 14   | 4    | 5    | 10   | 26   | 41   |
| Intertoto         | 9 Real Club Deportivo de La Coruña | 52  | 38    | 15    | 7     | 16    | 46    | 47    | 9    | 3    | 7    | 24   | 23   | 6    | 4    | 9    | 22   | 24   |
| Copa de la UEFA   | 10 València Club de Futbol         | 51  | 38    | 15    | 6     | 17    | 48    | 62    | 7    | 3    | 9    | 24   | 31   | 8    | 3    | 8    | 24   | 31   |
|                   | 11 Athletic Club de Bilbao         | 50  | 38    | 13    | 11    | 14    | 40    | 43    | 7    | 8    | 4    | 22   | 14   | 6    | 3    | 10   | 18   | 29   |
|                   | 12 Reial Club Deportiu Espanyol    | 48  | 38    | 13    | 9     | 16    | 43    | 53    | 8    | 3    | 8    | 21   | 23   | 5    | 6    | 8    | 22   | 30   |
|                   | 13 Real Betis Balompié             | 47  | 38    | 12    | 11    | 15    | 45    | 51    | 7    | 4    | 8    | 27   | 26   | 5    | 7    | 7    | 18   | 25   |
|                   | 14 Getafe Club de Fútbol           | 47  | 38    | 12    | 11    | 15    | 44    | 48    | 7    | 7    | 5    | 24   | 22   | 5    | 4    | 10   | 20   | 26   |
|                   | 15 Real Valladolid Club de Fútbol  | 45  | 38    | 11    | 12    | 15    | 42    | 57    | 6    | 9    | 4    | 19   | 18   | 5    | 3    | 11   | 23   | 39   |
|                   | 16 Recreativo de Huelva            | 44  | 38    | 11    | 11    | 16    | 40    | 60    | 6    | 7    | 6    | 24   | 25   | 5    | 4    | 10   | 16   | 35   |
|                   | 17 Club Atlético Osasuna           | 43  | 38    | 12    | 7     | 19    | 37    | 44    | 8    | 4    | 7    | 25   | 21   | 4    | 3    | 12   | 12   | 23   |
| Descens           | 18 Reial Saragossa                 | 42  | 38    | 10    | 12    | 16    | 50    | 61    | 9    | 7    | 3    | 36   | 24   | 1    | 5    | 13   | 14   | 37   |
| Descens           | 19 Real Murcia Club de Fútbol      | 30  | 38    | 7     | 9     | 22    | 36    | 65    | 6    | 4    | 9    | 21   | 26   | 1    | 5    | 13   | 15   | 39   |
| Descens           | 20 Llevant Unió Esportiva          | 26  | 38    | 7     | 5     | 26    | 33    | 75    | 5    | 4    | 11   | 22   | 35   | 2    | 1    | 15   | 11   | 40   |

 Classificats per a la Lliga de Campions de la UEFA: Reial Madrid Club de Futbol i Vila-real Club de Futbol per a la fase final, i Futbol Club Barcelona i Club Atlético de Madrid per a la tercera ronda de la fase classificatòria.
 Classificats per a la Copa de la UEFA: Sevilla Fútbol Club, Real Racing Club de Santander i València Club de Futbol com a guanyador de la Copa del Rei.
 Inscrits a la Copa Intertoto: Real Club Deportivo de La Coruña.
 Descendits a la Segona divisió: Reial Saragossa, Real Murcia Club de Fútbol i Llevant Unió Esportiva.
Llegenda: J-partits jugats, G-guanyats, E-empatats, P-perduts, GF-gols a favor, GC-gols en contra, DG-diferència de gols, PTS-punts

## Resultats
Annex: Plantilles Primera Divisió 2007-2008
|                 | AL  | AB  | AM  | BA  | BE  | DE  | ES  | GE  | LL  | MA  | MU  | OS  | RA  | RM  | RE  | SE  | VD  | VC  | VI  | ZA  |
| UD Almeria      |     | 1:1 | 0:0 | 2:2 | 1:1 | 1:0 | 1:0 | 0:2 | 2:1 | 1:1 | 1:0 | 2:0 | 0:1 | 2:0 | 0:2 | 1:0 | 1:0 | 1:2 | 1:0 | 0:1 |
| Athletic        | 1:1 |     | 0:2 | 1:1 | 0:0 | 2:2 | 1:0 | 1:0 | 1:0 | 1:2 | 1:1 | 0:0 | 0:0 | 0:1 | 2:0 | 2:0 | 2:0 | 5:1 | 1:2 | 1:1 |
| Atlètic         | 6:3 | 1:2 |     | 4:2 | 1:3 | 0:2 | 1:2 | 1:0 | 3:0 | 1:1 | 1:1 | 2:0 | 4:0 | 0:2 | 3:0 | 4:3 | 4:3 | 1:0 | 3:4 | 4:0 |
| FC Barcelona    | 2:0 | 3:1 | 3:0 |     | 3:0 | 2:1 | 0:0 | 0:0 | 5:1 | 2:3 | 4:0 | 1:0 | 1:0 | 0:1 | 3:0 | 2:1 | 4:1 | 6:0 | 1:2 | 4:1 |
| Reial Betis     | 3:1 | 1:2 | 0:2 | 3:2 |     | 0:1 | 2:2 | 3:2 | 0:1 | 3:0 | 4:0 | 0:3 | 1:1 | 2:1 | 1:1 | 0:2 | 1:1 | 1:2 | 0:1 | 2:1 |
| Deportivo       | 0:3 | 3:0 | 0:3 | 2:0 | 1:0 |     | 2:0 | 1:1 | 1:0 | 1:1 | 3:1 | 1:2 | 0:1 | 1:0 | 0:2 | 2:1 | 3:1 | 2:4 | 0:2 | 1:1 |
| Espanyol        | 1:3 | 2:1 | 0:2 | 1:1 | 1:2 | 1:0 |     | 1:0 | 1:0 | 2:1 | 0:0 | 0:1 | 0:3 | 2:1 | 1:2 | 2:4 | 0:1 | 2:0 | 3:0 | 1:1 |
| Getafe CF       | 4:2 | 2:0 | 1:1 | 2:0 | 1:1 | 0:0 | 0:1 |     | 2:1 | 3:3 | 2:0 | 0:2 | 2:1 | 0:1 | 1:1 | 3:2 | 0:3 | 0:0 | 1:3 | 0:0 |
| Llevant         | 3:0 | 1:2 | 0:1 | 4:1 | 4:3 | 0:1 | 1:1 | 3:1 |     | 2:2 | 0:0 | 2:1 | 1:1 | 0:2 | 0:2 | 0:2 | 0:3 | 1:5 | 1:2 | 2:1 |
| RCD Mallorca    | 0:0 | 0:0 | 1:0 | 0:2 | 1:1 | 1:0 | 2:2 | 4:2 | 3:0 |     | 1:1 | 2:1 | 3:1 | 1:1 | 7:1 | 2:3 | 4:2 | 0:2 | 0:1 | 3:2 |
| Reial Múrcia    | 0:1 | 1:2 | 1:1 | 3:5 | 0:0 | 0:2 | 4:0 | 0:3 | 2:3 | 1:4 |     | 2:0 | 2:1 | 1:1 | 1:0 | 0:0 | 0:1 | 1:0 | 0:1 | 2:1 |
| Osasuna         | 2:1 | 2:0 | 3:1 | 0:0 | 0:1 | 0:1 | 1:2 | 0:2 | 4:1 | 3:1 | 2:1 |     | 0:2 | 1:2 | 0:1 | 1:1 | 2:2 | 0:0 | 3:2 | 1:0 |
| Racing          | 1:0 | 1:0 | 0:2 | 0:0 | 3:0 | 1:3 | 1:1 | 2:0 | 1:0 | 3:1 | 3:2 | 1:0 |     | 0:2 | 2:0 | 0:3 | 2:0 | 1:0 | 0:2 | 2:2 |
| R. Madrid       | 3:1 | 3:0 | 2:1 | 4:1 | 2:0 | 3:1 | 2:1 | 0:1 | 5:2 | 4:3 | 1:0 | 2:0 | 3:1 |     | 2:0 | 3:1 | 7:0 | 2:3 | 3:2 | 2:0 |
| Recreativo      | 1:1 | 1:1 | 0:0 | 2:2 | 1:1 | 3:2 | 2:1 | 1:3 | 2:0 | 0:2 | 4:2 | 1:0 | 0:0 | 2:3 |     | 1:2 | 1:1 | 0:1 | 0:2 | 2:1 |
| Sevilla FC      | 1:4 | 4:1 | 1:2 | 1:1 | 3:0 | 0:1 | 2:3 | 4:1 | 2:1 | 1:2 | 3:1 | 2:1 | 4:1 | 2:0 | 4:1 |     | 2:0 | 3:0 | 2:0 | 5:0 |
| Valladolid      | 1:0 | 1:2 | 1:1 | 1:1 | 0:0 | 2:2 | 2:1 | 0:0 | 1:0 | 1:1 | 1:4 | 0:0 | 0:1 | 1:1 | 3:1 | 0:0 |     | 0:2 | 2:0 | 2:1 |
| València CF     | 0:1 | 0:3 | 3:1 | 0:3 | 3:1 | 2:2 | 1:2 | 2:1 | 0:0 | 0:3 | 3:0 | 3:0 | 1:2 | 1:5 | 1:1 | 1:2 | 2:1 |     | 0:3 | 1:0 |
| Vila-real CF    | 1:1 | 1:0 | 3:0 | 3:1 | 0:1 | 4:3 | 2:0 | 1:3 | 3:0 | 1:1 | 2:0 | 0:0 | 0:0 | 0:5 | 1:1 | 3:2 | 2:0 | 3:0 |     | 2:0 |
| Reial Saragossa | 1:1 | 1:0 | 2:1 | 1:2 | 0:3 | 1:0 | 3:3 | 1:1 | 3:0 | 2:2 | 3:1 | 2:1 | 1:1 | 2:2 | 3:0 | 2:0 | 2:3 | 2:2 | 4:1 |     |

## Pitxitxi
| Jugador       | Gols | Penals | Equip                        |
| ------------- | ---- | ------ | ---------------------------- |
| Daniel Güiza  | 27   | 0      | Reial Club Deportiu Mallorca |
| Luis Fabiano  | 24   | 2      | Sevilla Fútbol Club          |
| Agüero        | 19   | 0      | Club Atlético de Madrid      |
| Raúl González | 18   | 3      | Reial Madrid Club de Futbol  |
| Nihat Kahveci | 18   | 0      | Vila-real Club de Futbol     |

## Zamora
| Jugador               | Gols | Partits | Mitjana | Equip                         |
| --------------------- | ---- | ------- | ------- | ----------------------------- |
| Iker Casillas         | 32   | 36      | 0,89    | Reial Madrid Club de Futbol   |
| Víctor Valdés         | 35   | 35      | 1,00    | Futbol Club Barcelona         |
| Toño                  | 31   | 31      | 1,00    | Real Racing Club de Santander |
| Ricardo López         | 38   | 36      | 1,05    | Club Atlético Osasuna         |
| Roberto Abbondanzieri | 42   | 33      | 1,27    | Getafe Club de Fútbol         |

## Estadis
| Equip                  | Estadi                        | Capacitat |
| ---------------------- | ----------------------------- | --------- |
| FC Barcelona           | Camp Nou                      | 98,772    |
| Reial Madrid           | Santiago Bernabéu             | 80,354    |
| RCD Espanyol           | Estadi Olímpic Lluís Companys | 55,926    |
| Atlètic de Madrid      | Vicente Calderón              | 55,005    |
| València CF            | Mestalla                      | 53,311    |
| Reial Betis            | Manuel Ruiz de Lopera         | 52,132    |
| Sevilla FC             | Ramón Sánchez Pizjuán         | 45,500    |
| Athletic Club          | San Mamés                     | 39,750    |
| Deportivo de La Coruña | Riazor                        | 34,600    |
| Reial Saragossa        | La Romareda                   | 34,596    |
| Reial Múrcia CF        | Estadi Nueva Condomina        | 33,045    |
| Reial Valladolid       | Estadi José Zorrilla          | 26,512    |
| Llevant UE             | Ciudad de Valencia            | 25,354    |
| RCD Mallorca           | ONO Estadi                    | 23,142    |
| Vila-real CF           | El Madrigal                   | 23,000    |
| Racing de Santander    | El Sardinero                  | 22,400    |
| Recreativo de Huelva   | Estadi Nuevo Colombino        | 21,600    |
| CA Osasuna             | Estadi Reyno de Navarra       | 19,553    |
| Getafe CF              | Coliseum Alfonso Pérez        | 16,300    |
| UD Almería             | Estadi Mediterráneo           | 15,000    |

## Estadistiques temporada

### Gols
- Primer gol de la temporada: Kun Agüero de l'Atlètic de Madrid contra el Reial Madrid (25 d'agost de 2007)
- Gol més ràpid en un partit: 7 segons Joseba Llorente del Reial Valladolid contra RCD Espanyol (20 de gener de 2008)
- Gol marcat més tard en un partit: 90+4 minuts 
  - Manu del Moral del Getafe CF contra Recreativo (2 de setembre de 2007)
  - Euzebiusz Smolarek del Racing de Santander contra Recreativo (23 de març 2008)
  - Roberto Ayala del Reial Saragossa contra Deportivo (3 de maig 2008)
- Golejada més àmplia: 7 – Reial Madrid 7–0 Reial Valladolid (10 de febrer 2008)
- Més gols en un partit: 9 – Atlètic de Madrid 6-3 UD Almería (6 d'abril 2008)
- Primer hat-trick de la temporada: Thierry Henry del FC Barcelona contra Llevant UE (29 de setembre 2007)
- Primer autogol de la temporada: Daniel Jarque del Sevilla contra RCD Espanyol (25 de setembre 2007)
- Més gols d'un jugador en un sol partit: 3 
  - Thierry Henry del FC Barcelona contra Llevant UE (29 de setembre 2007) 
  - Christian Riganò del Llevant UE contra UD Almería (4 de novembre 2007)
  - Joseba Llorente del Reial Valladolid contra Recreativo (13 de gener 2008) 
  - Samuel Eto'o del FC Barcelona contra Llevant UE (24 de febrer 2008) 
  - Juan Arango del RCD Mallorca contra Recreativo (9 de març 2008) 
  - Xisco del Deportivo contra Reial Múrcia CF (30 de març 2008) 
  - Daniel Güiza del RCD Mallorca contra Reial Múrcia CF (20 d'abril 2008)
  - David Villa del València CF contra Llevant UE (11 de maig 2008) 
  - Giovani dos Santos del FC Barcelona contra Múrcia (17 de maig 2008)
- Més gols d'un equip en un partit: 7
  - Reial Madrid 7–0 Reial Valladolid (10 de febrer 2008) 
  - RCD Mallorca 7-1 Recreativo (9 de març 2008)
- Més gols en mitja part d'un equip: 5 
  - Reial Madrid 7–0 Reial Valladolid (10 de febrer 2008) 
  - RCD Mallorca 7-1 Recreativo (9 de març 2008)
- Més gols fets per un equip perdedor: 3 
  - Atlètic de Madrid 4-3 Sevilla (31 d'octubre 2007)
  - Atlètic de Madrid 3-4 Vila-real CF (4 de novembre 2007)
  - Reial Madrid 4-3 RCD Mallorca (11 de novembre 2007)
  - Atlètic de Madrid 4-3 Reial Valladolid (25 de novembre 2007)
  - Llevant UE 4-3 Betis (25 de novembre 2007)
  - Vila-real CF 4-3 Deportivo (13 de gener 2008)
  - Atlètic de Madrid 6-3 UD Almería (6 d'abril 2008)
  - Reial Múrcia CF 3-5 FC Barcelona (17 de maig 2008)

### Targetes
- Primera targeta groga: Luis Amaranto Perea de l'Atlètic de Madrid contra el Reial Madrid (25 d'agost 2007)
- Primera targeta vermella: David Cortés del Getafe CF contra el Sevilla FC (25 d'agost 2007)